# Agda Mayer
Agda Anna Maria Enwall  född Mayer den 23 december 1860 i Söderköping, död den 17 juni 1942 i Stockholm, var en svensk skådespelerska. Hon var från 12 juni 1898 gift med Frans Enwall och i giftet mor till 
Signe Enwall.

## Biografi
Agda Mayer var dotter till skådespelarna Charles May och Augusta Mitander. Redan 1872 anställdes hon vid Knut Tivanders teatersällskap och arbetade därefter vid Thérèse Elfforss teatersällskap 1875–1877, 1878–1882 och 1887–1888. Bland hennes roller här märks Sigrid Stålarm i Daniel Hjort, Dagny i Härmännen på Helgeland,  Denise i Alexandre Dumas den yngres pjäs med samma namn, Sigrid i Bröllopet på Ulfåsa, Abigaél i Ambrosius, Ofelia i Hamlet och Perdita i En vintersaga. Åren 1877–1878 och 1883–1885 arbetade hon vid Nya, senare Stora Teatern i Göteborg där hon våren 1878 gjorde Fanny Wilmers i Advokaten Kniving. Åren 1885–1886 och 1892–1898 var hon anställd hos Albert Ranft, 1886–1887 vid Svenska Teatern i Helsingfors, 1888–1889 hos William Engelbrecht, 1889–1890 hos Axel Collin och 1890–1892 hos Hjalmar Selander. Efter sitt giftermål med Frans Enwall drog hon sig tillbaka från skådespeleriet. Makarna Enwall är begravda på Norra begravningsplatsen utanför Stockholm.